# 耶馬渓橋

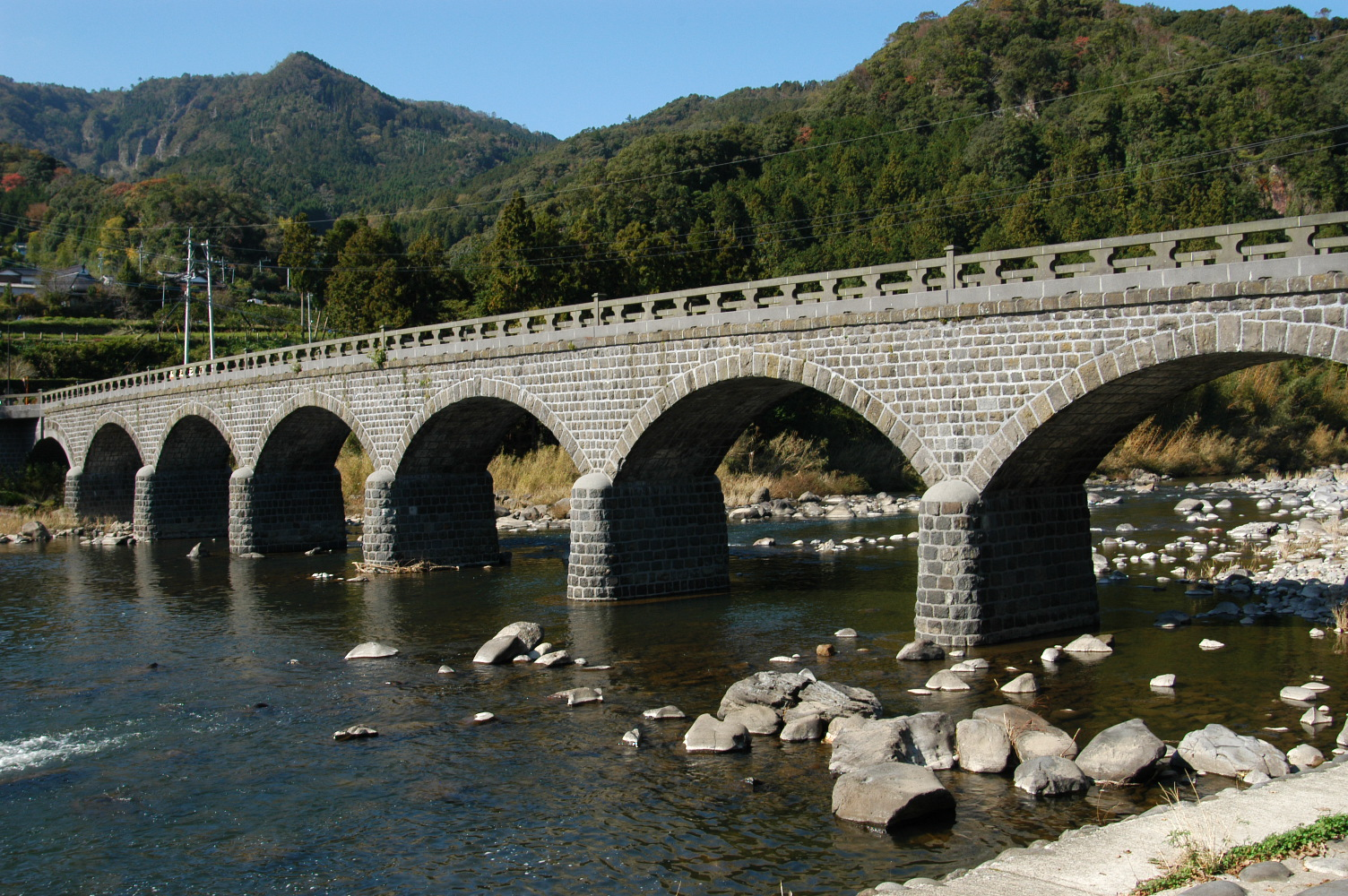
耶馬渓橋

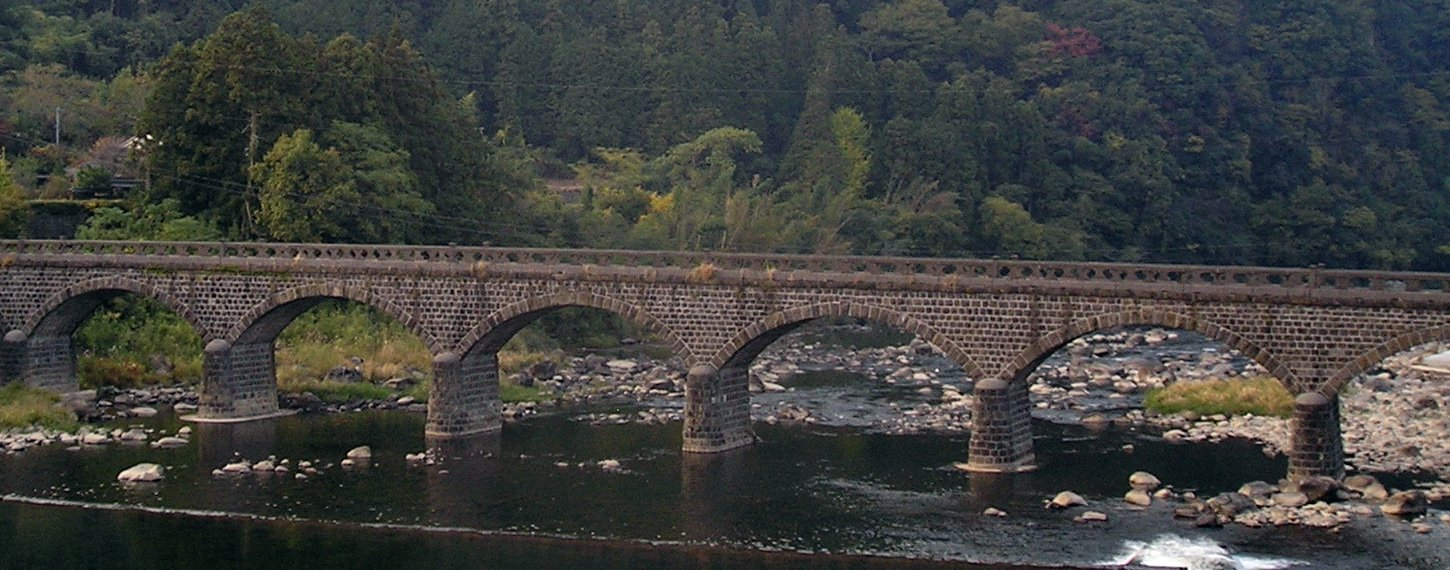
耶馬渓橋

耶馬渓橋（やばけいばし）は、大分県中津市本耶馬渓町の山国川水系山国川に架かる石造アーチ橋である。国の重要文化財に指定されている。

## 概要
名勝として知られる耶馬渓の青の洞門の下流にある橋。日本で唯一の8連石造アーチ橋で、日本最長の石造アーチ橋でもある。重要文化財に指定されており、日本百名橋のひとつにも数えられている。上流の馬渓橋、羅漢寺橋とともに、耶馬渓三橋と呼ばれる。
観光用として1920年（大正9年）11月から1923年（大正12年）3月にかけて建造された石造りアーチ橋で、長さ116 m、幅4.2 mある。1981年（昭和56年）には大分県の有形文化財に指定され、日本百名橋の一つに数えられる。
地元では「オランダ橋」という愛称で呼ばれるが、これは大分県や熊本県の石橋とは異なり、長崎県の石橋に多い水平な石積みを採用しているためとされる。
建設目的は観光用であるが、近隣の日出生台演習場への要路確保の意味合いもあったといわれる。

## 橋の諸元
- 所在地：大分県中津市本耶馬渓町曽木・樋田[5]
- 河川：山国川水系山国川
- 形式：8連石造アーチ橋
- 橋長：116.0m
- 最大支間：12.8m
- 拱矢（アーチの高さ）：3.0m
- 竣工：1923年（大正12年）
- 設計者：永松昇（中津管区土木事務所）
- 管理者：大分県
- 文化財等：国指定重要文化財

## 沿革
- 1920年（大正9年）11月 - 着工[2]。
- 1923年（大正12年）3月 - 竣工[2]。
- 1944年（昭和19年） - 水害で流失したが直後に復旧。
- 1981年（昭和56年） - 大分県指定有形文化財に指定される[6]。
- 1999年（平成11年） - コンクリート製の高欄を石造に取り替えるなど、竣工当時の写真を元に修復、補強工事が行われた[7]。
- 2012年（平成24年）7月 - 平成24年梅雨前線豪雨及び平成24年7月九州北部豪雨により、欄干の多くが流失するとともに、橋台及び橋脚が破損。通行止めとなる[6][8]。
- 2013年（平成25年）6月23日 - 復旧工事が完了し、開通する[6][8]。
- 2022年（令和4年）9月20日 - 国の重要文化財に指定される[9]。